# Űrverseny

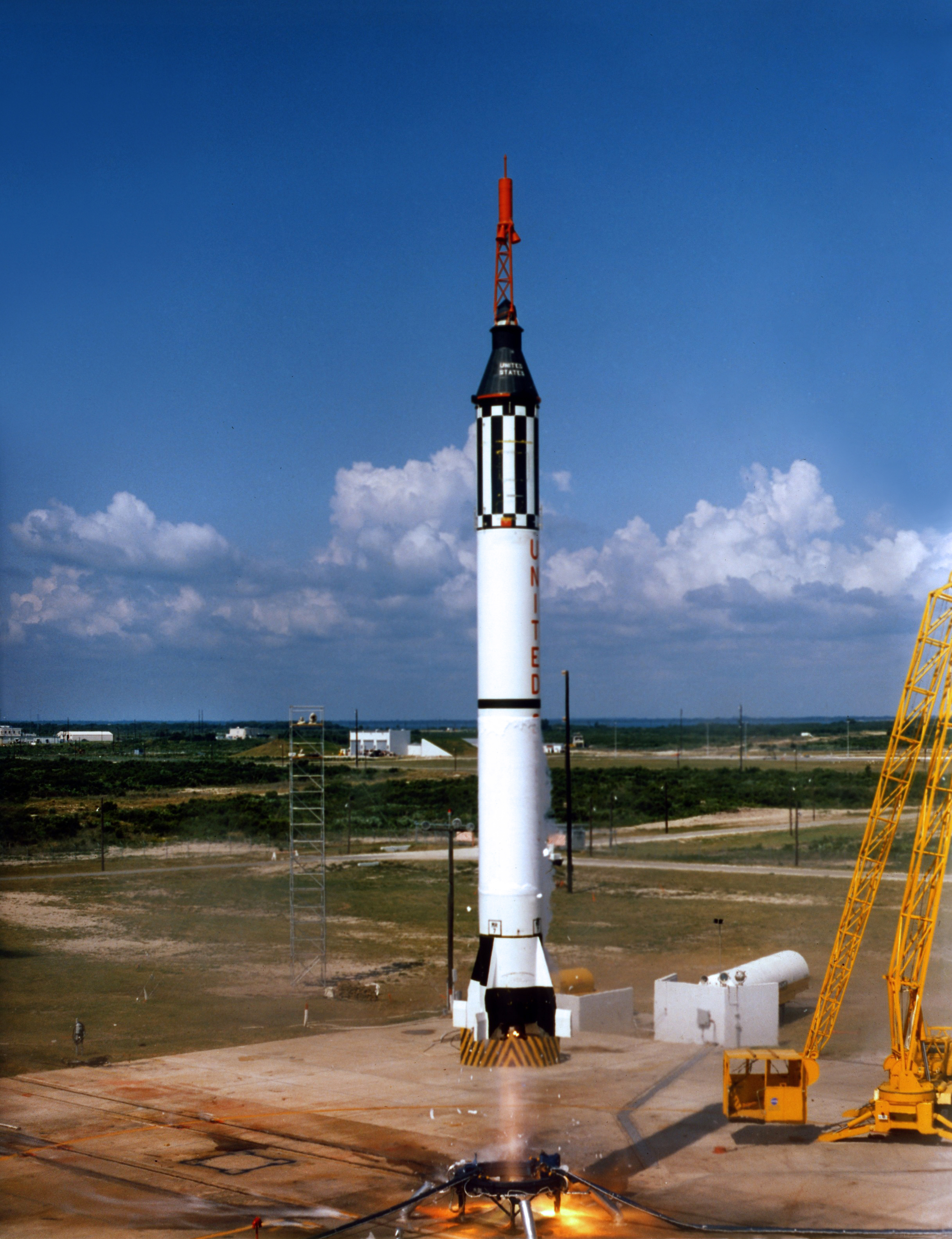
Az első – embert szállító – Mercury űrhajó startja 1961-ben

Az űrverseny az űrkutatás egy korszakát jelöli de nem hivatalos versengést jelentett az egykori két szuperhatalom, az Amerikai Egyesült Államok és a Szovjetunió között. Ezt az időszakot hagyományosan 1957 és 1975 közé datálják.
Az űrverseny kezdetének a szovjet Szputnyik–1 műhold pályára állításának 1957. október 4-i dátuma számít, bár maga – az ennek alapjául szolgáló – katonai célú rakétafejlesztés már a második világháború végén elkezdődött. Az időszak végének az 1975 júliusában lebonyolított közös szovjet-amerikai repülés, a Szojuz–Apollo-program számít. A nagyhatalmak az űrverseny keretében párhuzamos fejlesztéseket eszközöltek és presztízskérdést kreáltak az egyes teljesítmények elsőkénti eléréséből. Így ilyen elsőségnek számított az első műhold, az első ember űrbe juttatása, majd nyílt kihívásként a Hold elsőkénti elérése emberekkel. Az űrversenyt szokás a hidegháború egyik fejezetének is tekinteni, talán ezért is választották az elnevezését analógiaként a szintén hidegháborús fegyverkezési verseny kifejezés mintájára.

## Előzmények
A világűr elérésének első tudományos igényű leírása Isaac Newton nevéhez fűződik, ő határozta meg először a Föld körüli pályára álláshoz szükséges első kozmikus sebességet. Az 1900-as évek elején Konsztantyin Ciolkovszkij révén megszületett a rakétaelv, amely irányt mutatott az űr eléréséhez. Az 1950-es években Kármán Tódor matematikai számításokra alapozva jelölte ki a világűr határát 100 km magasan. Robert Goddard révén pedig 1926-ban megszületett az első folyékony hajtóanyagot használó rakéta. A náci Németországban Goddardtól függetlenül, de az ő publikációit is felhasználva egy amatőr csoport is rakétafejlesztésbe kezdett, melynek eredménye (immár a Harmadik Birodalom hadserege szolgálatában) a V–2 rakétafegyver, az első, valóban működőképes és tömeggyártásban előállított hordozóeszköz megszületése lett.
A második világháborút követően szinte azonnal kezdetét vette a háborúban győztes szövetségesek közötti szembenállás, amely hidegháború néven vonult be a történelembe. Ennek során az ideológiai alapon kialakult politikai tömbök között katonai szembenállás jött létre, ám a katonai technika titkos volta miatt a széles közvélemény vajmi keveset tudhatott a másik fél valódi erejéről. Hruscsov hatalomra kerülésével a szovjet politika hangsúlyt helyezett az erőfitogtatásra, a szovjet technika fejlettségének a nyugati közvélemény számára történő bemutatására. A mindkét oldalon folyó rakétafejlesztések állásának nyilvánosságra hozatala a legjobb propagandaeszköznek látszott a Szovjetuniónak a csúcstechnikában való jártasságát bizonyítandó. Ezért Szergej Koroljov vezetésével titkos űrprogramba kezdtek egy ember alkotta tárgy, majd az ember űrbe juttatására.
Az Egyesült Államok is folytatott katonai rakétafejlesztéseket, Eisenhower elnök témabeli érdektelensége miatt kissé megkésve és lassabb ütemben. Az űrrakéta fejlesztése a Vanguard-program keretében zajlott, amelyben az amerikai haditengerészet szakemberei szintén egy tárgy űrbe juttatásával kísérleteztek.
1957. január 1. – 1958. június 30. között a tudományos közösség nemzetközi geofizikai év néven kutatási és rendezvénysorozatot végzett, elsősorban a földmágnesség vizsgálata témájában. Ebbe illeszkedve jelentette be Eisenhower, hogy az USA a világon elsőként fog műholdat felbocsátani a felső légkörbe. Ezt azonban megelőzte a titkos Szputnyik-program, vereséget mérve az amerikaiakra. A sikeres szovjet műholdindítást követően először pánik, majd düh söpört végig az amerikai közvéleményen, amely azonnali visszavágást és az űrbéli elsőség megszerzését követelte a politikusoktól. Ezzel legfelső politikai szintre emelkedett az űrteljesítmények forszírozása és elindult a nyílt űrverseny.

## Műholdak, űrszondák

### A kezdetek
A világ első sikeres műholdja, az első emberkéz alkotta tárgy, amely Föld körüli pályára állt, a Szputnyik–1 volt. A szovjetek kezdeti előnye abból adódott, hogy nukleáris fegyvereik nagyobbak, primitívebbek voltak az amerikai robbanófejekhez mérve. A nagyobb teher pedig komolyabb, fejlettebb hordozórakétát kívánt a feladathoz. Ez egyenesen vezetett a szovjetek diadalaihoz az űrverseny kezdetén. A szovjetek csak a sikert követően jelentették be a kísérletet, ezért vélhetően nem ez volt az első felbocsátásuk, hanem ezt megelőzhette néhány titkosított kudarc is. A következő szovjet műhold egy hónapra az első sikerét követően állt pályára, fedélzetén hordozva Lajka kutyát.
A versenytárs amerikaiak felgyorsították a Vanguard-programot, de emellett megbízták Wernher von Braunt, hogy az általa fejlesztett katonai rakétákra alapozva a lehető leghamarabb építsen egy alternatív hordozóeszközt a Vanguard mellé. Végül von Braun koncepciója győzött és Explorer–1 néven az ő csapatának sikerült felbocsátani az első amerikai műholdat.
Az első szondák tudományos jelentőséggel is bírtak: a Szputnyik révén a felső légkör sűrűségéről kaphattunk információkat, az Explorer pedig megerősítette a felfedezőjéről elnevezett Föld körüli sugárzási övet, a Van-Allen-övet.

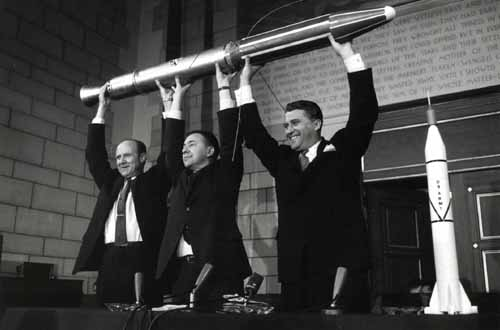
Az Explorer-1 alkotói kezében

Az első műholdpárbajt követően az amerikaiak maradtak aktívabbak. 1958-ban felbocsátották még a Vanguard–1-et, amely – azzal, hogy még ma is fenn kering – kivívta magának a legrégebben az űrben levő eszköz státusát. Az első kommunikációs műhold is az amerikaiak nevéhez fűződik, a SCORE 1958. december 18-án startolt.
1958 másik nagy amerikai eseménye a NASA megalakítása volt, október 1-jén. A frissen megalakult szervezet első embere még az évben bejelentette a világ – és Amerika – első emberes űrprogramjának, a Mercury-programnak a kezdetét.

### A bolygók meghódítása
A nagyhatalmak figyelme nagyon hamar a Naprendszer égitestjei felé fordult. A Szovjetunió 1959. január 2-án indította a Luna–1-et a Hold felé, amely – bár a felszínbe való becsapódásra szánták – 6.000 km-rel repült el mellette. Az amerikai válaszra 1959. március 3-áig kellett várni, a Pioneer–4 65.000 km-rel repült el a Hold mellett. A Luna–2 1959. szeptember 12-én indult és sikeresen becsapódott a Holdba, a Luna–3 három héttel később pedig fényképeket készített a Hold túlsó oldaláról. Azzal, hogy később a Luna–9 1966. február 3-án elsőként szállt le sértetlenül a Holdon, végképp a Szovjetunió nyerte meg a versenyt a Hold eléréséért. Mindez azonban csak előtanulmány volt az ember Holdra juttatásához.
A Hold után a szomszéd bolygók elsőkénti elérése vált a nagyhatalmak céljává. A Szovjetunió a belső bolygószomszéd, a Vénusz felé indított szondákat és az 1961. február 12-én startoló Venyera–1 három hónap múltán, 1961. május 19-én repült el a Vénusz mellett. A későbbi próbálkozások a felszíni leszállásra irányultak, melyet csak a negyedik próbálkozásra sikerült teljesíteni a Venyera–7-nek 1970. augusztus 17-én. (Az elsőként leszállni próbáló szondák nem bírták a váratlanul zord vénuszi körülményeket és még a légkörben megsemmisültek). A NASA a kezdeti időkben nem próbálkozott Vénusz-szondával.
Nem úgy a Mars esetében, ahol a Holdnál tapasztalt versengés folyt az elsőségért. A Marsot amerikai szonda, a Mariner–4 érte el először. Az űreszköz 1964. november 28-án először készített képeket a Naprendszer egy másik bolygójáról. Marsi leszállást viszont szovjet eszközzel, a Marsz–3-mal sikerült végrehajtani (igaz az csak mindössze 23 másodpercig működött a felszínen). Később a felszín részletesebb felmérését egy amerikai szondapáros, a Viking–1 és Viking–2 végezte el, igaz ezek startjára már csak az űrverseny végét követően került sor.

### Állat-űrhajósok
Lajka kutyával kezdődően már a legelső időktől bocsátottak fel állatokat űrhajókkal. A szovjeteknél elsősorban kutyákkal kísérleteztek, míg az amerikaiak főként majmokat ültettek a kísérleti űrhajóikba. Lajka 1957. november 3-án, a Szputnyik–2 fedélzetén jutott az űrbe, ahol a hivatalos verzió szerint 1 hétig keringett, majd az ételébe adagolt méreg hatására kimúlt, hisz űrhajója még nem volt alkalmas a légköri visszatérésre. A híres eb azonban – mint azt a kísérletben közreműködő tudós, Dimitrij Malasenkov 2002-ben elárulta – néhány órával a fellövés után a túlmelegedett kabinban pusztult el.

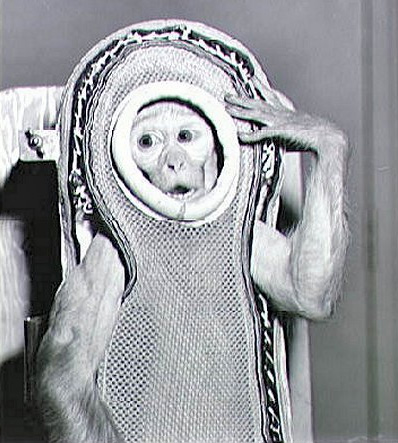
Sam, a rézuszmajom a Mercury-program egyik előkísérletében

Amerikai oldalon már sokkal mindenféle űrprogram előtt kísérleteztek állatok felbocsátásával. Már a V–2 rakétákkal küldtek fel rézuszmajmokat és egereket, de ezek rendre elpusztultak vagy már a repülés fázisában, vagy mert a kabinjuk lezuhant. Űrkutatási célokra a Mercury-programban jelentek meg először állatok az amerikai oldalon.
A program előzetes tesztjeiben ismét rézuszmajmokkal kísérleteztek, míg az emberes repülést megelőző főpróbákon majmok repültek. Ham csimpánz a legelső Mercury repülés előtt, míg Enos csimpánz a legelső orbitális Mercury repülés előtt „próbálta ki” az űrhajót.
Szovjet oldalon Lajka repülése után hosszú szünet következett, az állatkísérletek a Vosztok-program előzetes kísérleteiben újultak fel. Jurij Gagarin repülésének előkészítéseként 1960. augusztus 19-én Bjelka és Sztrelka kutya repült a Szputnyik–5-tel, majd 1961. március 25-én immár a kész Vosztok űrhajóval egy műszerekkel teletömött bábu mellett Zvjozdocska kutya is megjárta a világűrt. A szovjetek később is kísérleteztek állatokkal, amikor a NASA már felhagyott ezzel. A szovjet holdprogram keretében a Zond űrszondák egyikén többféle állat – teknősök, muslicák, lisztkukacok – utazott és kerülte meg a Holdat.

## Emberek az űr(verseny)ben

### Elsők között is elsők
Az űrszondák sikerei után kézenfekvő volt a következő lépés, az ember űrbe juttatása, amelyben az elsőség szintén fontos presztízskérdés volt. A nyilvánosság előtt futó Mercury-program első startját 1961 áprilisára tűzték ki, ám a műholdprogramokhoz hasonlóan titkos Vosztok-program első űrhajója megint megelőzte a NASA űrhajóit. 1961. április 12-én Jurij Gagarin a Vosztok–1 fedélzetén startolt az űrbe és egy Föld körüli fordulatot megtéve az első űrben járt ember lett.
Az első amerikai Gagarin útját követően két héttel indulhatott, ám nem Föld körüli pályára, hanem „csak” egy parabolaív mentén végzett űrugrásra. Alan Shepard 1961. május 5-én a Mercury-Redstone 3 fedélzetén egy 15 perces repülést tett, amelynek pályaíve csúcspontján 190 km magasan járt bolygónk felszíne felett és 5 percig súlytalanságban volt. A FAI szabályai szerint azonban ő nem számított űrhajósnak. Az első amerikai űrhajós, aki föld körüli pályán repülve megkerülhette a Földet John Glenn lett 1962. február 20-án. Glenn három fordulatos repülése azonban csak soványka szépségtapasz volt, mivel German Tyitov az egy napos időtartamcsúcsot is felállította már korábban.
Később az első szimultán űrrepülés is szovjet elsőbbséget hozott, a Vosztok–3 és Vosztok–4 fedélzetén Andrijan Nyikolajev és Pavel Popovics 5 km-re közelítették meg egymást. Az első női űrhajós is a verseny jegyében startolt, Valentyina Tyereskova a Vosztok–6-on repült 1963. június 16-án.
Az első űrsétát 1965. március 18-án tette meg Alekszej Leonov, ezzel három hónapos előnnyel utasította maga mögé Edward White amerikai űrhajóst, aki a Gemini–4 űrhajón teljesítette ugyanezt.

### Verseny a Holdért
Gagarin repülésével az amerikaiak „másodszor is vereséget szenvedtek” a Szputnyik után. Ezért az éppen beiktatott új elnök John F. Kennedy meghirdette az Apollo-programot. A célkitűzés szerint rendkívül rövid időn belül – 9 év alatt – a NASA-nak embert kellett juttatnia a Holdra és biztonságosan vissza is kellett hoznia onnan. Ez hatalmas vállalás volt annak ismeretében, hogy a bejelentés idején meglévő realitások fényévnyi messzeségben voltak a holdutazások által támasztott igényektől. A politikai cél pedig az volt, hogy az inkább tudományos fantasztikumba illő cél teljesítésével kitöröljék a közvélemény gondolkodásából a szovjet teljesítményeket és helyébe egy amerikait állítsanak.

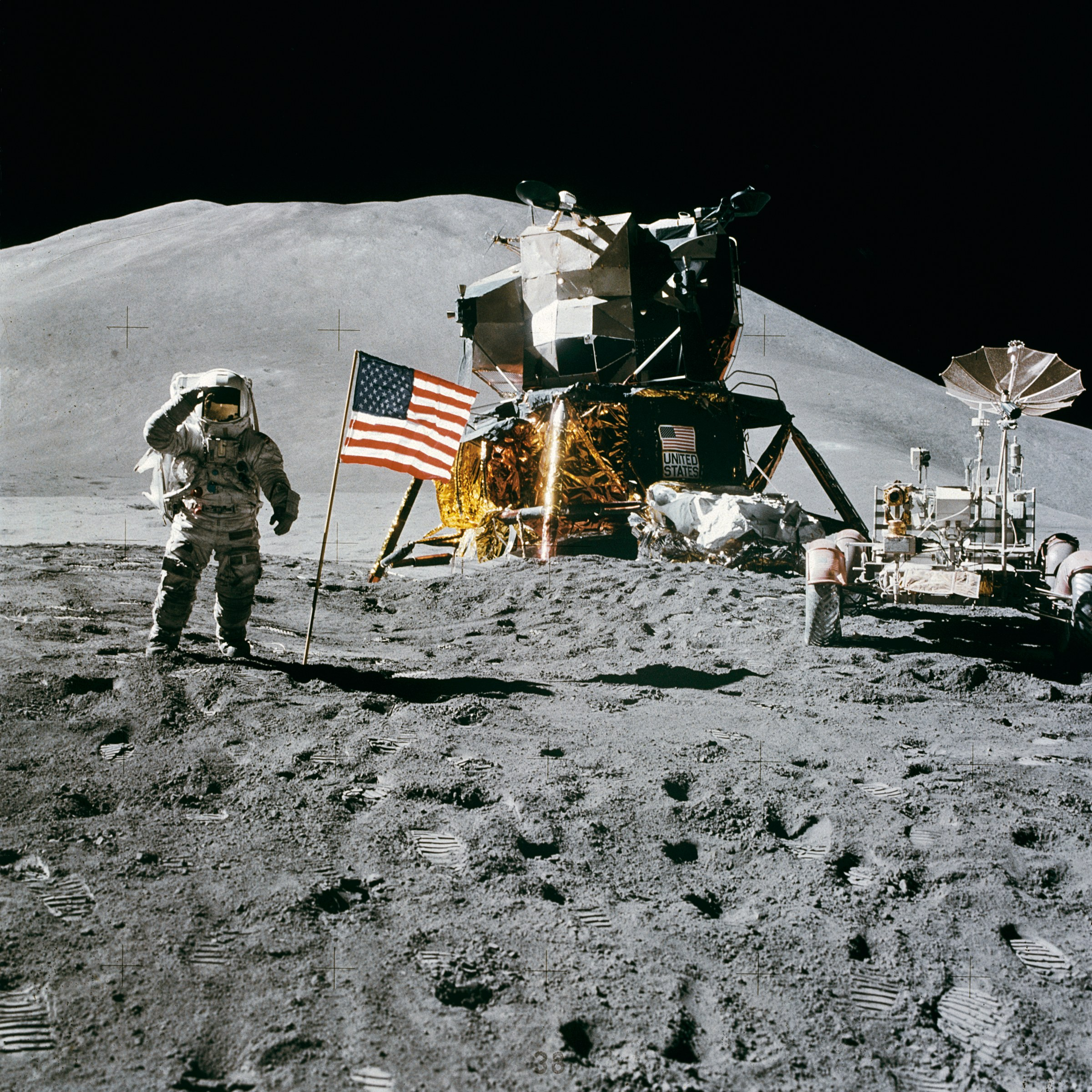
Az Apollo 15 leszállóegység a Hold felszínén

A rendelkezésre álló 9 év alatt lezajlott a Saturn hordozórakéta-család fejlesztése, az Apollo űrhajó és az Apollo holdkomp fejlesztése, valamint a Gemini-program, amelyben a holdra szállás műveleteit – űrséta, űrhajók összekapcsolódása – kísérletezték ki. Az Apollo-program csúcspontjaként egy amerikai űrhajós, Neil Armstrong léphetett a Hold felszínére először 1969. július 21-én.
Az Apollo-program mellett természetesen szovjet holdprogram is zajlott, ám szovjet űrhajós sohasem jutott a Hold közelébe a hordozóeszköz fejlesztésének kudarca miatt. A Szovjetunióban az űrfejlesztéseket nem vonták össze a NASA-hoz hasonló egységes szervezetben, hanem különböző tervezőirodákban zajlottak az egyes programok megvalósítása. Az irodák között kialakult egyfajta konkurenciaharc miatt az N1 rakéta technikailag nem a legmegfelelőbb eszköz volt holdrakétának, amely a próbák alatt négyszer szenvedett végzetes balesetet. Ennek nyomán – meg azért, mert az amerikaiak végül teljesítették a holdra szállást – a szovjetek 1976-ban törölték végleg az addig titkos holdprogramjukat.

### Űrállomás-párbaj
Már a holdra szállás elhatározásakor alternatív elképzelés volt egy űrállomás, mint egy nagyhatalom űrbeli presztízsének hordozója. A 60-as évektől kezdve voltak mindkét oldalon elképzelések egy hosszú távú tartózkodásra alkalmas űrállomás építéséről. Szovjet oldalon a Szaljut-programban bocsátottak pályára űrállomásokat, amelyre az amerikai válasz a Skylab-program óriás űrállomása volt.
Az űrállomások születése az űrversenynek köszönhető. Amikor a Kennedy adminisztráció a 60-as évek elején azt kutatta, mivel lehetne visszavágni a szovjeteknek, a holdra szállás és egy űrállomás megépítése volt a két fő alternatíva. Végül a holdra szállás mellett döntöttek. Ám mindkét nagyhatalom elindult az űrállomás-építés felé, igaz, először csak katonai vonalon. 1965-ben Amerikában elkészítették a Manned Orbiting Laboratory (MOL) űrállomás terveit, szovjet oldalon pedig az Almaz űrállomás projekt indult be. Mindkettő egymás űrből történő megfigyelésére irányult. Végül a MOL csak egy ember nélküli kísérleti repülésig jutott. Az Almaz nagyobb karriert futott be: miután a katonaság elvetette, mint nem hatékony kémkedési módszer, civil alkalmazásba vették, Szaljut néven repülhetett. A Szaljut a szovjetek részéről a kútba esett holdterveik kompenzálásaként indult az űrbe és rendkívül sikeres lett.

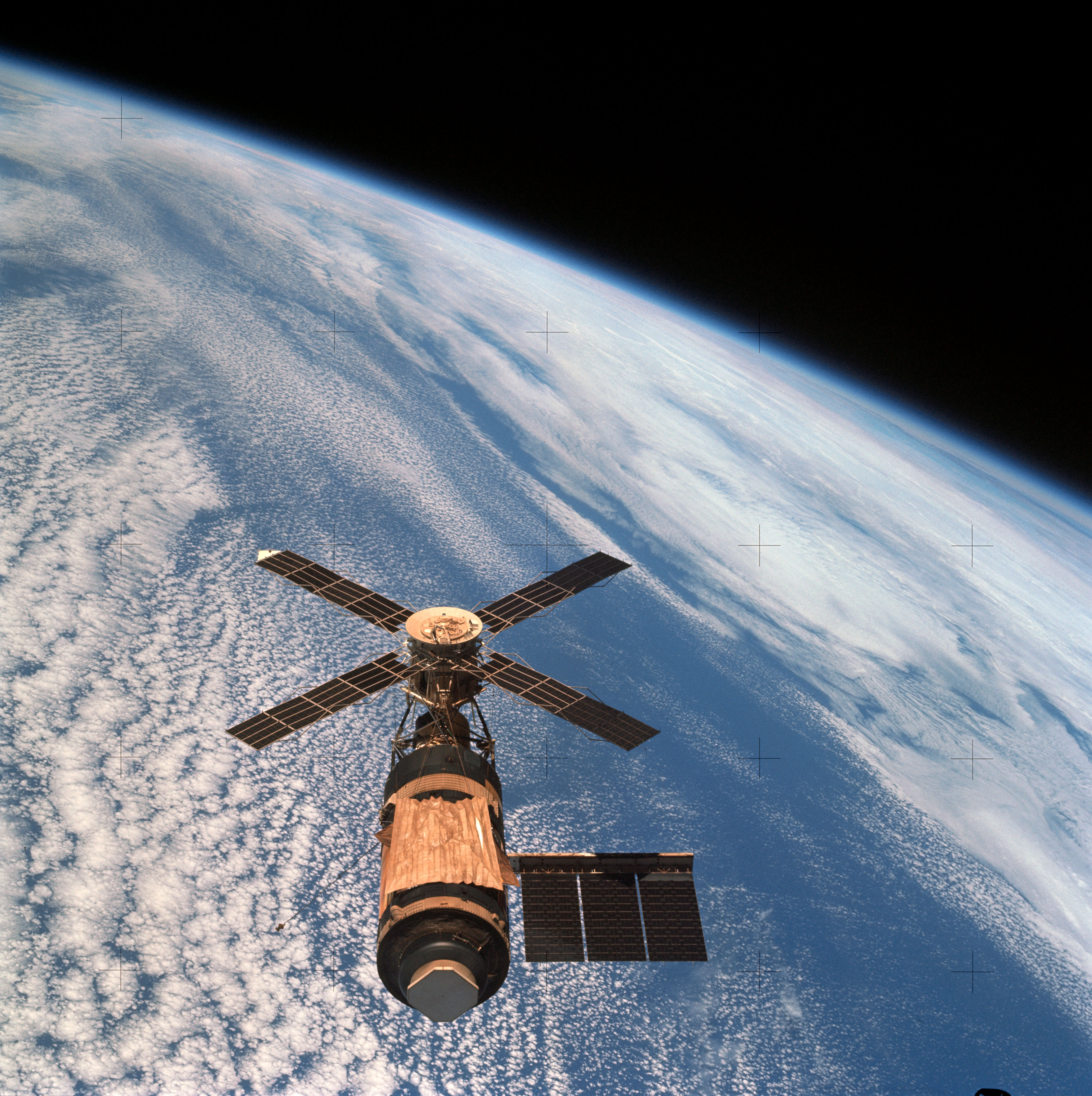
A Skylab űrállomás

A szovjet űrállomást és a Szaljutok sikerét látva, az amerikaiak is meg kívánták mutatni, hogy ők is képesek nagy űrobjektumot készíteni, ezért az Apollo-program meglévő eszközeiből kiindulva kifejlesztették a maguk űrállomását, a Skylab-et. Ez közel négyszer akkora volt, mint a Szaljutok, így a feljuttatásával az amerikaiak „le is tudták” a feladatot – az oroszok e téren mutatkozó előnyének kiegyenlítését – és az erőforrásokat a Space Shuttle kifejlesztésére csoportosították át.
Az űrállomások újabb nemzedéke a Mir, majd a Nemzetközi Űrállomás már nem az űrverseny, hanem az azt követő nemzetközi kooperáció jegyében jött létre, így az már az űrtörténelem egy újabb fejezete.

## Az űrverseny vége

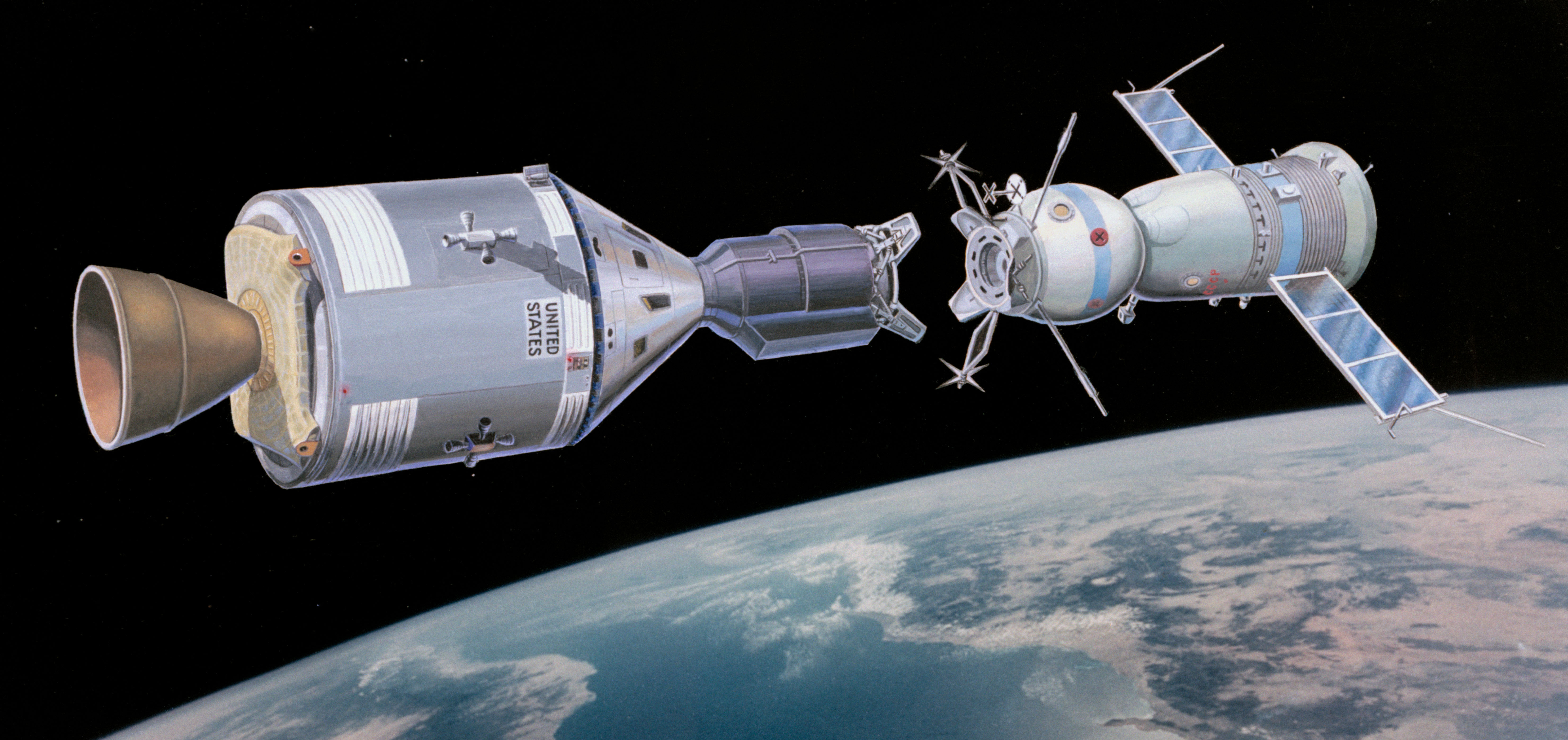
Az Apollo-Szojuz közös űrrepülés grafikus ábrázolása

Az űrverseny a hidegháborús enyhüléssel fejeződött be. A szovjet-amerikai kapcsolatokban a hetvenes évek elején, közepén látványos javulás indult el, a fegyverzetkorlátozó tárgyalások (SALT-I, SALT-II) mellett az űrkutatásbeli kooperációról is tárgyalások indultak, hiszen ez mindkét fél számára előnyökkel kecsegtetett. Ezek eredményeként jött létre az Apollo-Szojuz-program, egy közös amerikai-szovjet űrrepülés. Ennek 1975. július 15-i startját tekintjük az Űrverseny befejező aktusának.
A kísérlethez kifejlesztettek egy speciális modult, a Dokkoló Modult, amely a két űrhajó eltérő légköre miatti zsilipként szolgált. Ez volt az első nemzetközi űrfejlesztés. Először a Szojuz–19 startolt Alekszej Leonov parancsnokkal és Valerij Kubaszov kutatóűrhajóssal, majd másnap indulhatott az Apollo–18 (más számozás szerint – a három Skylab repülést is beleszámítva – Apollo-21), fedélzetén Tom Stafford parancsnokkal, Vance D. Brand parancsnoki-egység pilótával és Donald Slayton dokkolómodul pilótával. A történelmi dokkolás 1975. július 17-én jött létre. A program vége 1975. július 21-én jött el. Ezzel kezdetét vette a szovjet-amerikai űregyüttműködés, és az évtizedekig tartó szembenállásban, szigorú titoktartásban fordulat következett be. Ezért tekintjük korszakzárónak az eseményt.

## Új űrverseny
Bár az űrverseny a hidegháború megszűntével lezártnak tekinthető, napjainkban újabb fejezet nyílik, új űrverseny indul. Eredetileg a szuperhatalmak a világűr meghódítását kirakati tárgyként használták fel, bemutatandó a világnak, hogy mennyire élen járnak a csúcstechnikában. Ennek bemutatására napjainkban sem mutatkozik jobb terület, ezért több feltörekvő hatalom a világűr önálló meghódításában látja országa fejlettsége demonstrálásának lehetőségét. Ennek jegyében Kína is belépett az önállóan embert űrbe juttatni képes hatalmak sorába. Emellett számos ország képes űreszközök felbocsátására (India, Japán, európai országok) és számosan vannak a küszöbén annak, hogy képessé váljanak rá (Brazília, Irán stb.). Az eddig vezető szerepet betöltő USA ezért már változtatott is űrtaktikáján és ismét olyan célokat tűzött ki, amellyel vitathatatlanul megelőz majd minden más űrnemzetet.